# Španske province
Španija in njene avtonomne skupnosti so razdeljene na petdeset provinc (špansko provincias, ednina Provincia). Španski sistem provinc je bil priznan v ustavi iz leta 1978, izvor pa sega v leto 1833. Ceuta, Melilla in plazas de soberanía (suvereni teritoriji v severni Afriki) niso del nobene province.

## Organiziranost
Postavitev španskih provinc natančno sledi vzorcu ozemeljske delitve države, ki je bila izvedena leta 1833. Edina večja sprememba meja provinc od takrat je bila delitev Kanarskih otokov na dve provinci in ne na eno.
Zgodovinsko gledano so province služile predvsem kot prenosni sloj za politike, sprejete v Madridu, saj je bila Španija večino svoje sodobne zgodovine zelo centralizirana država. Pomen provinc se je od sprejetja sistema avtonomnih skupnosti v času španskega prehoda v demokracijo zmanjšal. Kljub temu ostajajo volilni okraji za državne volitve in kot geografske reference: na primer v poštnih naslovih in telefonskih kodah.
Majhno mesto bi običajno označili kot, recimo, v provinca Valladolid in ne kot avtonomno skupnost Kastilija in Leon. Province so bile "gradniki", iz katerih so nastajale avtonomne skupnosti. Posledično nobena provinca ni razdeljena med več kot eno teh skupnosti.
Večina provinc - z izjemo Álave, Asturije, Biskaje, Kantabrije, Gipuzkoe, Balearskih otokov, La Rioje in Navare - so poimenovane po svojem glavnem mestu. Samo dve prestolnici avtonomnih skupnosti - Mérida v Extremaduri in Santiago de Compostela v Galiciji - nista tudi prestolnici provinc.
Sedem avtonomnih skupnosti obsega največ eno provinco: Asturija, Balearski otoki, Kantabrija, La Rioja, Madrid, Murcia in Navara. Te se včasih imenujejo "neprovincialne" skupnosti.
Spodnja tabela navaja province Španije. Za vsako je podano glavno mesto skupaj z navedbo avtonomne skupnosti, ki ji pripada, in povezavo do seznama občin v pokrajini. Imena provinc, če ni drugače navedeno, so njihova imena v španskem jeziku enaka; lokalno veljavna imena v drugih španskih uradnih jezikih (baskovščina, katalonščina, ki se v valencijski skupnosti uradno imenuje valencijska, galicijska) so tudi navedena tam, kjer se razlikujejo.

## Province
| Ime province                                                         | Glavno mesto                                             | Avtonomna skupnost   |
| -------------------------------------------------------------------- | -------------------------------------------------------- | -------------------- |
| La Coruña (španščina); A Coruña (galicijščina)                       | La Coruña (špansko); A Coruña (galicijsko)               | Galicija             |
| Álava (špansko); Araba (baskovščina)                                 | Vitoria (špansko) Gasteiz (baskovsko)                    | Baskija              |
| Albacete                                                             | Albacete                                                 | Kastilija - Manča    |
| Alicante (špansko) Alacant (valencijsko)                             | Alicante; Alacant (valencijsko)                          | Valencija            |
| Almería                                                              | Almeria                                                  | Andaluzija           |
| Asturija                                                             | Oviedo                                                   | Asturija             |
| Ávila                                                                | Ávila                                                    | Kastilija in Leon    |
| Badajoz                                                              | Badajoz                                                  | Extremadura          |
| Balearski otoki; Illes Balears (katalonsko) Islas Baleares (špansko) | Palma de Mallorca                                        | Balearski otoki      |
| Barcelona                                                            | Barcelona                                                | Katalonija           |
| Biskaja; Vizcaya (špansko); Bizkaia (baskovsko)                      | Bilbao                                                   | Baskija              |
| Burgos                                                               | Burgos                                                   | Kastilija in Leon    |
| Cáceres                                                              | Cáceres                                                  | Extremadura          |
| Cádiz                                                                | Cádiz                                                    | Andaluzija           |
| Kantabrija                                                           | Santander                                                | Kantabrija           |
| Castellón (špansko); Castelló (valencijsko)                          | Castellón de la Plana Castelló de la Plana (valencijsko) | Valencija (skupnost) |
| Ciudad Real                                                          | Ciudad Real                                              | Kastilija - Manča    |
| Córdoba                                                              | Kordova                                                  | Andaluzija           |
| Cuenca                                                               | Cuenca                                                   | Kastilija - Manča    |
| Guipúzcoa (špansko); Gipuzkoa (baskovsko)                            | San Sebastián (špansko) Donostia (baskovsko)             | Baskija              |
| Girona (katalonsko); Gerona (špansko)                                | Girona katalonsko); Gerona (špansko)                     | Katalonija           |
| Granada                                                              | Granada                                                  | Andaluzija           |
| Guadalajara                                                          | Guadalajara                                              | Kastilija - Manča    |
| Huelva                                                               | Huelva                                                   | Andaluzija           |
| Huesca                                                               | Huesca (španščina)                                       | Aragonija            |
| Jaén                                                                 | Jaén                                                     | Andaluzija           |
| La Rioja                                                             | Logroño                                                  | La Rioja             |
| Las Palmas                                                           | Las Palmas                                               | Kanarski otoki       |
| León                                                                 | León                                                     | Kastilija in Leon    |
| Lleida katalonsko); Lérida (špansko)                                 | Lleida (katalonsko); Lérida (špansko)                    | Katalonija           |
| Lugo                                                                 | Lugo                                                     | Galicija             |
| Madrid                                                               | Madrid                                                   | Madrid (skupnost)    |
| Málaga                                                               | Málaga                                                   | Andaluzija           |
| Murcia                                                               | Murcia                                                   | Murcia               |
| Navara; Nafarroa (baskovsko); Navarra (špansko)                      | Pamplona; Iruña (baskovsko)                              | Navara               |
| Ourense (galicijsko); Orense (špansko)                               | Ourense (galicijsko); Orense (špansko)                   | Galicija             |
| Palencia                                                             | Palencia                                                 | Kastilija in Leon    |
| Pontevedra                                                           | Pontevedra                                               | Galicija             |
| Salamanca                                                            | Salamanca                                                | Kastilija in Leon    |
| Santa Cruz de Tenerife                                               | Santa Cruz de Tenerife                                   | Kanarski otoki       |
| Segovia                                                              | Segovia                                                  | Kastilija in Leon    |
| Sevilja; Sevilla (špansko)                                           | Sevilja; Sevilla (špansko)                               | Andaluzija           |
| Soria                                                                | Soria                                                    | Kastilija in Leon    |
| Tarragona                                                            | Tarragona                                                | Katalonija           |
| Teruel                                                               | Teruel                                                   | Aragonija            |
| Toledo                                                               | Toledo                                                   | Kastilija - Manča    |
| Valencia; València (valencijsko)                                     | Valencija; València (Valencian)                          | Valencija (skupnost) |
| Valladolid                                                           | Valladolid                                               | Kastilija in Leon    |
| Zamora                                                               | Zamora                                                   | Kastilija in Leon    |
| Zaragoza                                                             | Zaragoza                                                 | Aragonija            |